# Mormonia missouriensis
Mormonia missouriensis är en fjärilsart som beskrevs av Schwarz 1915. Mormonia missouriensis ingår i släktet Mormonia och familjen nattflyn. Inga underarter finns listade i Catalogue of Life.